# سرطان البلعوم الأنفي
سرطان البلعوم الأنفي (بالإنجليزية: Nasopharyngeal carcinoma or NPC)‏ هو أكثر أنواع السرطان شيوعا في الرقبة ومنشؤه البلعوم الأنفي، وهي المنطقة العليا من البلعوم أو "الحلق"، حيث الممرات الأنفية والأنابيب السمعية تضم ما تبقى من الجهاز التنفسي العلوي. سرطان البلعوم الأنفي يختلف كثيرا عن السرطانات الأخرى في الرأس والرقبة في حدوثه وأسبابه والسلوك السريري والعلاج. وهو أكثر شيوعا إلى حد كبير في بعض مناطق شرق آسيا وأفريقيا أكثر من أي مكان آخر، مع عوامل فيروسية وغذائية ووراثية ضالعة في حدوثه. وهو أكثر شيوعا في الذكور. وهو سرطان الخلايا القشرية أو النوع غير المتمايز من الخلايا.

## التصنيف
يصنف سرطان البلعوم الأنفي، والمعروف باسم السرطان البلعومي الأنفي، باعتباره ورما خبيثا، أو سرطانا ينشأ من النسيج الطلائي للغشاء المخاطي للبلعوم الأنفي، في داخل تجويف البلعوم الجانبي أو حفرة روزن مولر في معظم الأحيان. هناك ثلاثة أنواع فرعية لسرطان البلعوم الأنفي: نوع جيد التمايز متقرن، ونوع معتدل التمايز غير متقرن، ونوع غير متمايز, والذي يحتوي عادة على أعداد كبيرة من الخلايا اللمفاوية غير السرطانية (خلايا التهابية مزمنة)، مما أدى إلى نشوء اسم الورم الليمفاوي الطلائي. الشكل غير المتمايز هو الأكثر شيوعا، وهو الأكثر ارتباطا مع عدوى فيروس ابشتاين بار للخلايا السرطانية.

## الأعراض والعلامات
تضخم العقد اللمفية العنقية هو العرض الأولي في العديد من المرضى المصابين بالمرض، وغالبا ما يتم تشخيص سرطان البلعوم الأنفي بواسطة خزعة العقدة الليمفاوية. الأعراض المرتبطة بالورم الرئيسي تشمل الضزز والألم والتهاب الأذن الوسطى والارتجاع الأنفي بسبب الشلل الجزئي في شِراع الحَنَك وفقدان السمع وشلل جزئي في العصب القحفي. الزوائد الكبيرة قد تؤدي إلى انسداد الأنف أو النزف و"خنة الأنف.